# Petrović-Njegoš

Wappen des Königshauses von Montenegro

Die serbische Familie Petrović-Njegoš stellte als vierte Dynastie, nach den  Vojislavljević,  Balšić  und Crnojević, in der Zeit von 1697 bis 1918, zuerst als Bischöfe (Vladika), seit 1852 als Fürsten und seit 1910 als Könige die Herrscher Montenegros. Nach der Ortschaft Njeguši („Njegusch“ oder „Njegosch“), nahe bei Cetinje in Montenegro, erhielt das Herrschergeschlecht der Petrović den Beinamen Njegosch bzw. Njegoš.
Auch nach der türkischen Eroberung des Balkans im 15. Jahrhundert lebten die Stämme Montenegros, die ihre alte patriarchale Gesellschaftsstruktur bewahrten, mehr oder weniger selbständig. Die Osmanen begnügten sich mit einer pro forma  Oberhoheit über Montenegro. Die einigende symbolische Autorität unter den Stämmen wurde der Bischof (Vladika) von Cetinje. Unter den Bischöfen entwickelte sich in Montenegro eine eigene Form von Theokratie, die allerdings nur unter Zustimmung der führenden Clans Montenegros funktionieren konnte. Das kirchliche Amt wurde ab 1697 innerhalb der Familie Petrović vererbt; daraus entstand im 19. Jahrhundert die montenegrinische Fürstendynastie der Petrovići.
- Danilo I., 1696–1735. Wurde vom serbischen Patriarchen Arsenije III. Čarnojević zum Bischof von Cetinje bestellt. Einigte die Bergstämme und errichtete einen halbwegs selbständigen Staat Montenegro.
- Sava II., 1735–1781, gemeinsam mit
- Vasilije, 1750–1766;
- Regentschaft des falschen Zaren Šćepan Mali (Stefan der Kleine), 1767–1773, gehörte nicht zum Haus Petrović;
- Arsenije Plamenac, 1781, † 1784;
- Petar I. Petrović-Njegoš, 1784 bis 1830. Führte Krieg gegen die Osmanen wie gegen die Franzosen, befriedete wie seine Vorgänger die Bergstämme und versuchte die Blutrache abzuschaffen. Gab 1796 das erste geschriebene Gesetzbuch in Montenegro heraus. Versuchte in Europa und vor allem in Russland die Idee eines serbischen Zarenreiches populär zu machen, mit den russischen Romanows als serbischen Zaren.
- Petar II. Petrović-Njegoš, 1813–1851. Verstarb sehr früh mit 38 Jahren. Zählt zu den bedeutendsten montenegrinischen Dichtern, schrieb u. a. Der Bergkranz, Der falsche Zar Šćepan der Kleine etc. Legte administrativ die Grundlagen für einen modernen Staat in Montenegro.
- Danilo II. Petrović-Njegoš, 1851–1860. Letzter Fürstbischof (1852) und seither als Danilo I. erster weltlicher Fürst Montenegros. Siegte über die Osmanen bei Grahovo 1858. Fiel einem Attentat (Blutrache) 1860 in Kotor zum Opfer.
- Nikola I. Petrović-Njegoš, 1860–1910 Fürst und 1910–1918  König Montenegros. Mit ihm endete die Herrschaft seiner Dynastie. Montenegro wurde 1918 in den SHS-Staat eingegliedert. Die glänzenden Partien von fünf seiner Töchter im europäischen Hochadel machten ihn zum „Schwiegervater Europas“.
- Mirko Petrović-Njegoš (zweiter Sohn von Nikola Petrović Njegoš), blieb 1916 als einziger Angehöriger der Dynastie in Montenegro, was ihm von manchen als Versuch einer Separatfriedenslösung mit Österreich-Ungarn (mit oder ohne Wissen seines Vaters) ausgelegt wurde. Verstarb noch während des Krieges 1918 in Österreich und wurde auf dem Wiener Zentralfriedhof begraben.
- Danilo Petrović (ältester Sohn von Nikola Petrović), Erbprinz bzw. Kronprinz von Montenegro. Wurde nach dem Ableben seines Vaters im französischen Exil 1921 zum „König von Montenegro“ proklamiert, verzichtete jedoch nach wenigen Tagen zugunsten seines Neffen Mihajlo auf alle Ansprüche. Verstarb 1939.
- Mihajlo Petrović-Njegoš (Sohn des Prinzen Mirko und Enkel König Nikolas), 1921 im Exil zum „König von Montenegro“ proklamiert, was jedoch schon 1922 durch den Zerfall der Exil-Regierung quasi bedeutungslos wurde. Verstarb 1986 in Frankreich.
- Nikola Petrović-Njegoš, geb. 1944, Sohn des Titularkönigs Michael, jetziger Thronprätendent.